# 大相撲令和2年3月場所
大相撲令和2年3月場所（おおずもうれいわにねんさんがつばしょ）は、2020年（令和2年）3月8日からの3月22日までの15日間、大阪府大阪市浪速区のエディオンアリーナ大阪（大阪府立体育会館）で開催された大相撲本場所である。

## 概要
場所当時、新型コロナウイルス感染症（COVID-19）が日本で流行しており、感染防止のため、無観客での開催となるなど、通常の場所と比べて厳重体制下での開催となった。一般非公開での開催は、戦時下の昭和20年6月場所（傷痍軍人のみ招待）以来75年ぶりとなった。
通常場所との変更点
- 部屋と会場との間の移動はバスや電車など公共交通機関の使用を避け、力士養成員を含めて全員がタクシーか自家用車を利用する。タクシー等にかかる費用は全額日本相撲協会が負担する。なお、送迎バスの運行が検討されたが、部屋の場所が関西一円に点在し、場所入り時間も異なるため断念した。
- 協会員は場所中朝と夜の2回検温し、37.5度以上の場合は休場とする。通常、休場には医師の診断書が必要になるが、今場所に限り発熱に関しては協会側の裁量で休場を認めることとする。報道関係者にも検温を義務づけ、「検温済証」を受領する。発熱者はコロナウイルス検査を受け、一人でも陽性反応が出た場合は、その時点で本場所を打ち切る。
- 会場に一旦入場した協会員は途中の外出はできない。また、会場入りした力士は入口に置かれた消毒液で手を拭う[2]。
- 会場への差し入れ・出前はできない（部屋への差し入れは可能）。
- 力士・行司・呼び出し・親方衆は、土俵周辺以外の場所ではマスクを着用する。
- 相撲茶屋は休業する。
- 役員は通常は役員室で取り組みをテレビ映像でチェックしているが、今場所は会場の2階席から直接見る。また、通常開催時にもぎりを担当する年寄は「立会人」という業務を与えられた[3]。
- 大相撲八百長問題以降禁止されていた支度部屋への携帯電話の持ち込みを、連絡時以外は携帯の電源を切ることを条件に「緊急時の連絡用」として認める[4]。
- 音で土俵上の力士の集中力をそがないようにするため、通路での準備運動を禁止する[5]。また、NHKの実況席の周囲も防音壁で覆い、話し声が土俵へ届かないようにした。
- 感染防止のため、力水は受けるが、水は口には含まない。
- 初日および千秋楽の「協会御挨拶」では、通常は十両取組中に理事長と三役以上力士が土俵に上がるが、今場所はテレビ視聴者向けとして、平時と異なる扱いとなった[6]。
  - 初日は、幕内力士・横綱土俵入り後に行われ、審判委員、幕内力士が土俵下に並び、1月場所優勝の德勝龍からの賜杯返還に次ぎ、理事長が一人で土俵上に登壇、挨拶を行った。
  - 千秋楽は、全取組終了後に行われ、審判委員、幕内力士が土俵下に並び、理事長が登壇、挨拶し、次いでそのまま優勝、三賞の表彰（外部表彰は全て辞退）を行った。
- 千秋楽は、土俵進行を平時よりも早め、「神送りの儀式」まで全行事をNHK中継時間内（18時以前）に収めた。また、土俵下での優勝力士インタビューも行われず、この場所優勝の白鵬は取組後、インタビュールームで髷を結いなおしながらNHKリポーターのインタビューを受ける形をとり、そのまま表彰式へ臨んだ（平時は、優勝力士はいったん支度部屋へ戻り、全メディアの取材を受けながら髷を直す）。

時系列（すべて2020年）
- 2月23日 - 番付発表
- 2月25日 - 開催の是非について、執行部会合で「通常開催」「無観客」「中止」の三つを選択肢として議論[7]。
- 3月1日 - 無観客での開催を決定[8]。完売していた前売りチケットの払い戻しも決定[9][10]。
- 3月7日 - 土俵祭（三役以上力士は今場所に限り出席せず）
- 3月8日 - 初日
- 3月22日 - 千秋楽

## 番付・星取表
幕内
| 東              | 東          | 東       | 番付   | 西       | 西          | 西                |
| 備考            | 成績        | 力士名   | 番付   | 力士名   | 成績        | 備考              |
| --------------- | ----------- | -------- | ------ | -------- | ----------- | ----------------- |
| 幕内最高優勝    | 013勝2敗    | 白鵬     | 横綱   | 鶴竜     | 012勝3敗    | 横綱大関 優勝次点 |
|                 | 07勝8敗     | 貴景勝   | 大関   |          |             |                   |
| 場所後 大関昇進 | 011勝4敗    | 朝乃山   | 関脇   | 正代     | 08勝7敗     |                   |
|                 | 04勝11敗    | 北勝富士 | 小結   | 遠藤     | 07勝8敗     |                   |
|                 | 08勝7敗     | 大栄翔   | 前頭1  | 髙安     | 00勝5敗10休 |                   |
|                 | 08勝7敗     | 隠岐の海 | 前頭2  | 德勝龍   | 04勝11敗    |                   |
|                 | 08勝7敗     | 豊山     | 前頭3  | 御嶽海   | 010勝5敗    |                   |
|                 | 06勝9敗     | 炎鵬     | 前頭4  | 阿炎     | 07勝8敗     |                   |
|                 | 06勝9敗     | 竜電     | 前頭5  | 阿武咲   | 09勝6敗     | 殊勲賞            |
|                 | 04勝11敗    | 妙義龍   | 前頭6  | 輝       | 08勝7敗     |                   |
|                 | 09勝6敗     | 宝富士   | 前頭7  | 玉鷲     | 06勝9敗     |                   |
|                 | 04勝11敗    | 松鳳山   | 前頭8  | 霧馬山   | 09勝6敗     |                   |
| 敢闘賞 優勝次点 | 012勝3敗    | 隆の勝   | 前頭9  | 栃ノ心   | 06勝9敗     |                   |
|                 | 06勝9敗     | 佐田の海 | 前頭10 | 栃煌山   | 03勝12敗    |                   |
|                 | 08勝7敗     | 千代大龍 | 前頭11 | 照強     | 09勝6敗     |                   |
|                 | 09勝6敗     | 石浦     | 前頭12 | 勢       | 08勝7敗     |                   |
|                 | 07勝8敗     | 琴奨菊   | 前頭13 | 碧山     | 011勝4敗    | 技能賞            |
|                 | 08勝7敗     | 魁聖     | 前頭14 | 錦木     | 06勝9敗     |                   |
|                 | 01勝4敗10休 | 剣翔     | 前頭15 | 千代丸   | 07勝6敗2休  |                   |
|                 | 05勝10敗    | 東龍     | 前頭16 | 志摩ノ海 | 09勝6敗     |                   |
|                 | 07勝8敗     | 明生     | 前頭17 | 大奄美   | 05勝10敗    |                   |
|                 | 09勝6敗     | 琴ノ若   | 前頭18 |          |             |                   |

十両
| 成績      | 東       | 番付   | 西     | 成績      |
| --------- | -------- | ------ | ------ | --------- |
| 0 8勝7敗  | 琴勇輝   | 十両1  | 英乃海 | 0 6勝9敗  |
| 0 8勝7敗  | 千代翔馬 | 十両2  | 若隆景 | 010勝5敗  |
| 010勝5敗  | 照ノ富士 | 十両3  | 大翔鵬 | 0 4勝11敗 |
| 010勝5敗  | 翔猿     | 十両4  | 大翔丸 | 0 5勝10敗 |
| 011勝4敗  | 琴恵光   | 十両5  | 旭秀鵬 | 0 8勝7敗  |
| 012勝3敗  | 琴勝峰   | 十両6  | 天空海 | 0 4勝11敗 |
| 0 4勝11敗 | 水戸龍   | 十両7  | 美ノ海 | 0 6勝9敗  |
| 0 9勝6敗  | 旭大星   | 十両8  | 逸ノ城 | 0 9勝6敗  |
| 0 6勝9敗  | 木﨑海   | 十両9  | 豊昇龍 | 0 8勝7敗  |
| 0 4勝11敗 | 矢後     | 十両10 | 貴源治 | 0 6勝9敗  |
| 0 8勝7敗  | 若元春   | 十両11 | 翠富士 | 0 7勝8敗  |
| 0 9勝6敗  | 白鷹山   | 十両12 | 朝玉勢 | 0 5勝10敗 |
| 0 7勝8敗  | 千代の海 | 十両13 | 友風   | 0全休     |
| 0 9勝6敗  | 千代鳳   | 十両14 | 明瀬山 | 0 9勝6敗  |

## 表彰
| タイトル     | タイトル     | 四股名       | 地位           | 回数             | 成績     | 部屋         | 出身                       | 備考                   |
| ------------ | ------------ | ------------ | -------------- | ---------------- | -------- | ------------ | -------------------------- | ---------------------- |
| 幕内最高優勝 | 幕内最高優勝 | 白鵬翔       | 東横綱         | 02場所ぶり44回目 | 13勝02敗 | 宮城野部屋   | モンゴル国ウランバートル市 |                        |
| 三賞         | 殊勲賞       | 阿武咲奎也   | 西前頭5枚目    | 初受賞           | 09勝06敗 | 阿武松部屋   | 青森県北津軽郡中泊町       |                        |
| 三賞         | 敢闘賞       | 隆の勝伸明   | 東前頭9枚目    | 初受賞           | 12勝03敗 | 千賀ノ浦部屋 | 千葉県柏市                 |                        |
| 三賞         | 技能賞       | 碧山亘右     | 西前頭13枚目   | 初受賞           | 11勝04敗 | 春日野部屋   | ブルガリアヤンボル州       |                        |
| 十両優勝     | 十両優勝     | 琴勝峰吉成   | 東十両6枚目    | 初優勝           | 12勝03敗 | 佐渡ヶ嶽部屋 | 千葉県柏市                 |                        |
| 幕下優勝     | 幕下優勝     | 錦富士隆聖   | 東幕下49枚目   | 初優勝           | 7戦全勝  | 伊勢ヶ濱部屋 | 青森県十和田市             |                        |
| 三段目優勝   | 三段目優勝   | 宇良和輝     | 西三段目30枚目 | 08場所ぶり02回目 | 7戦全勝  | 木瀬部屋     | 大阪府寝屋川市             | 南海力篤史が優勝同点。 |
| 序二段優勝   | 序二段優勝   | 出羽ノ龍和希 | 東序二段49枚目 | 初優勝           | 7戦全勝  | 出羽海部屋   | モンゴル国ウランバートル市 |                        |
| 序ノ口優勝   | 序ノ口優勝   | 篠原大河     | 西序ノ口22枚目 | 初優勝           | 7戦全勝  | 藤島部屋     | 静岡県富士市               |                        |

## 優勝争い
無観客で行われた春場所は、初日から横綱・白鵬、大関取りを目指す関脇・朝乃山、平幕の御嶽海と碧山が初日から5連勝。
　6日目には朝乃山と御嶽海が5連勝同士と対戦となり、御嶽海が勝利し、朝乃山は1敗。
　7日目に、碧山が敗れ、1敗に後退。白鵬と御嶽海の6連勝同士の対戦は白鵬が勝利した。
　白鵬は49回目の中日勝ち越しを決めた。中日時点で全勝は白鵬のみ、1敗に隆の勝、碧山、2敗に鶴竜、朝乃山、御嶽海、琴ノ若が追う展開となった。
　白鵬は10日目に阿武咲に敗れ、1敗に後退。
　12日目には1敗の碧山、2敗の御嶽海との平幕の好調同士の対戦が組まれ、碧山が勝利し、1敗をキープ。
　同日に朝乃山と隆の勝の2敗同士の対戦も組まれ、朝乃山が勝利。この日、白鵬は正代に敗れ、2敗に後退。この時点で1敗の碧山が単独トップに立ち、2敗で白鵬、鶴竜、朝乃山が追う展開となった。
　13日目には、碧山は隆の勝に敗れ、2敗に後退。鶴竜は貴景勝を破り、2敗をキープ。白鵬と朝乃山の優勝争いと朝乃山の大関昇進に関わる大一番は、白鵬が勝利した。
　14日目は、白鵬と碧山の2敗同士の一番が組まれ、白鵬が勝利。鶴竜と朝乃山の対戦は、投げの打ち合いの末、物言いがつく一番となったが、軍配差し違えで鶴竜が勝利。この時点で白鵬と鶴竜が2敗同士で並び、千秋楽結びの一番に優勝がかかることとなった。
　千秋楽の横綱同士の相星決戦は白鵬が勝利。自身の記録を更新する44回目の幕内最高優勝を達成した。

## 備考
- 三賞は、10日目に白鵬に初黒星をつけた阿武咲が殊勲賞、優勝に星の差一つの12勝を挙げた隆の勝が敢闘賞、14日目まで優勝争いに加わった碧山が技能賞を受賞した（いずれも初受賞）。
- 朝乃山が直近3場所で32勝13敗の成績を上げ、場所後に大関昇進を果たした。
- コロナウイルスへの防疫では、千代丸ら3力士が発熱により休場、隔離されたが、いずれも検査の結果は陰性で、場所打ち切りは回避された。
- 先場所後に大関・豪栄道豪太郎が引退して貴景勝が一人大関となったため、慣例により鶴竜が番付上大関を兼任、横綱大関となった（横綱大関の設置は、昭和57年（1982年）1月場所の北の湖敏満以来）[11]。場所後に朝乃山が大関に昇進したため、一場所限りの設置となった。